# جامعة العلوم والتكنولوجيا (بكين)
جامعة بكين للعلوم والتكنولوجيا (تعرف اختصارا USTB) (بالصينية: 北京科技大学) هي جامعة وطنية رئيسية تقع في منطقة هايديان، بكين، الصين. تحظى برامج جامعة بكين لعلوم المعادن والمواد بتقدير كبير في الصين. تعد الجامعة من الدرجة الأولى المزدوجة في الصين بحسب تصنيف وزارة التعليم الصينية. تأسست الجامعة عام 1952.

## التعليم والبحث

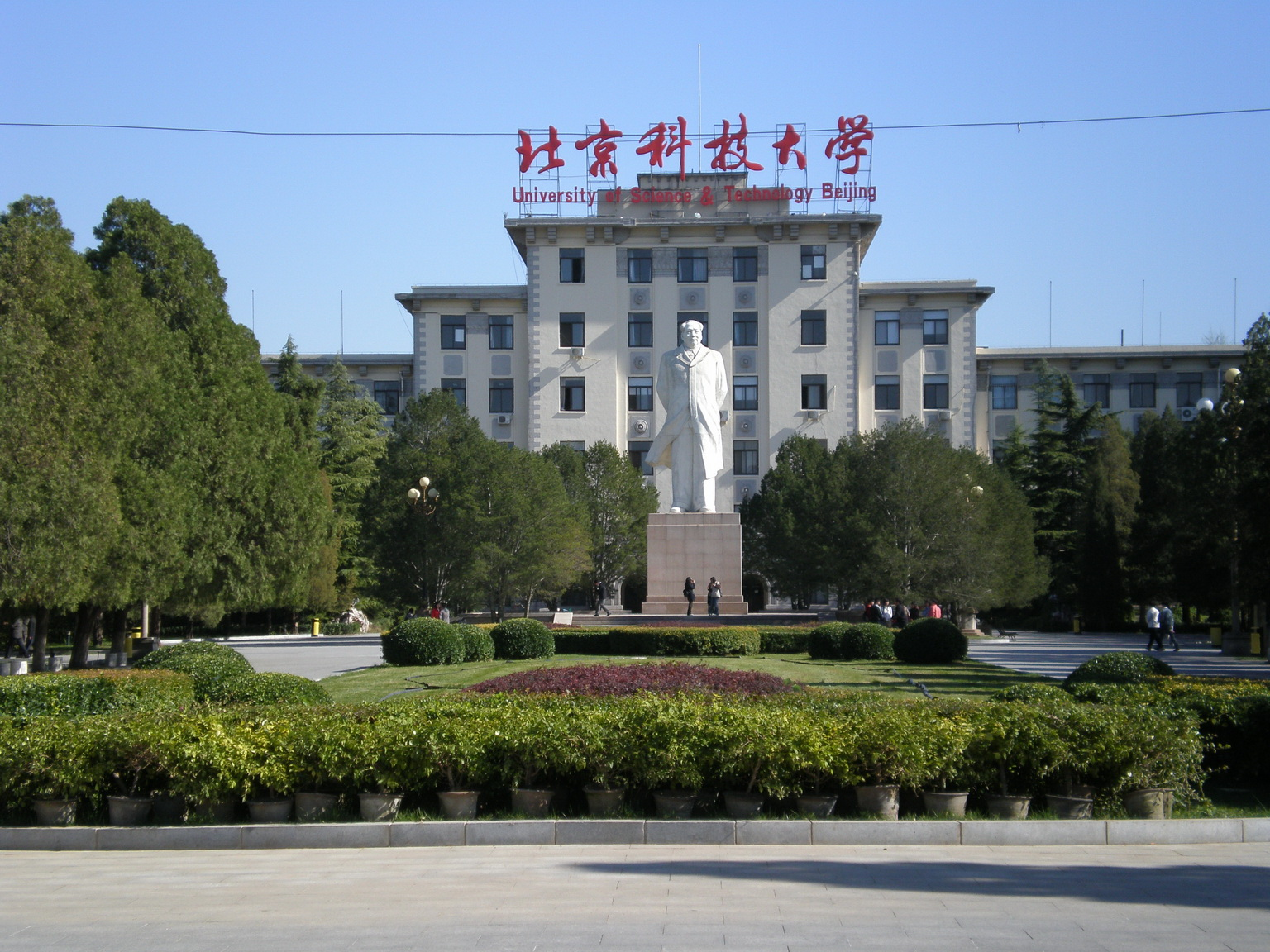
بوابة الجامعة الغربية

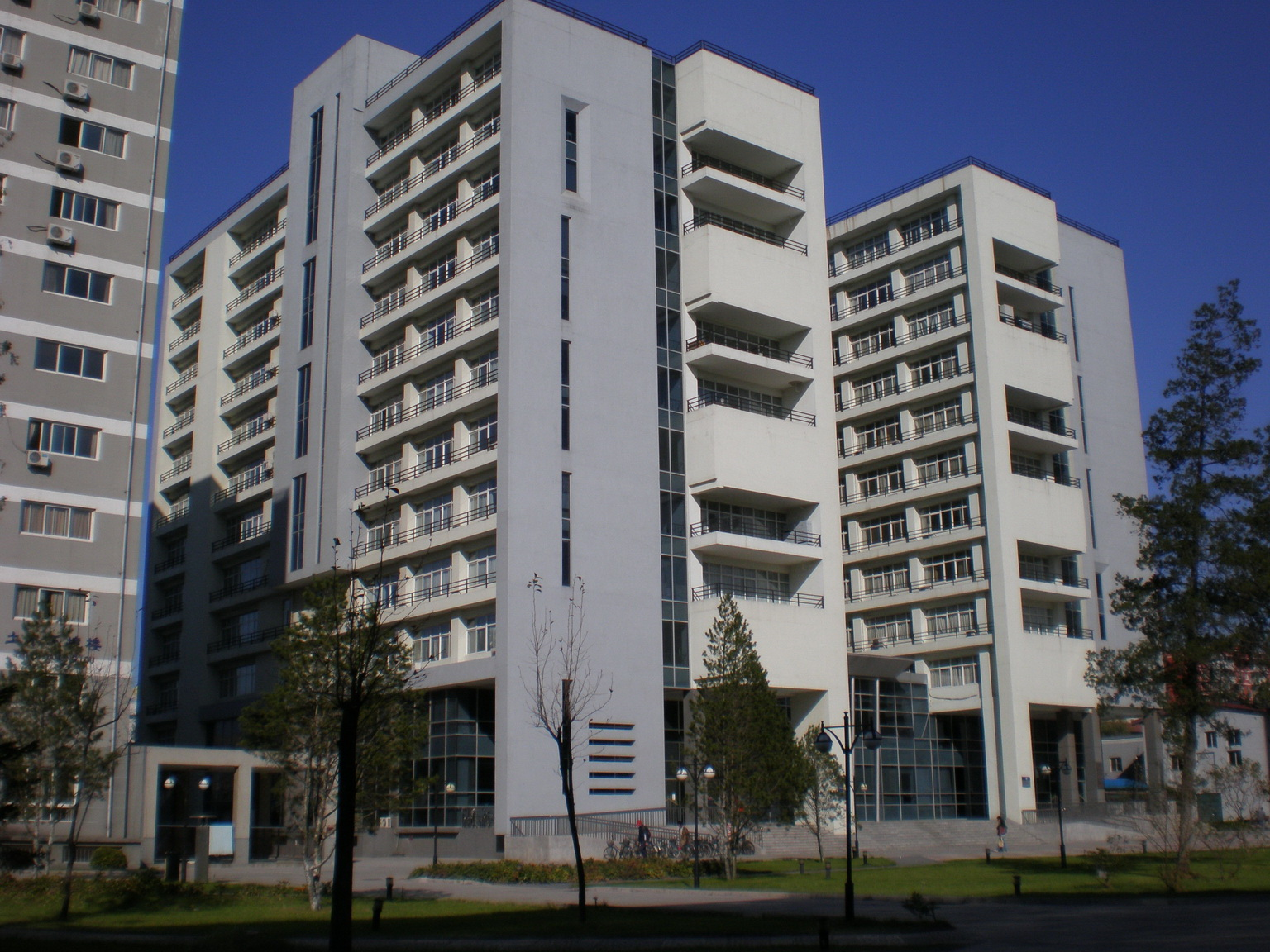
مبنى الهندسة الميكانيكية والمعلوماتية

تتكون الجامعة من 16 مدرسة ، وتوفر 48 برنامجًا جامعيًا و 121 برنامجًا رئيسيًا و 73 برنامجًا للدكتوراه و 16 مجالًا بحثيًا لما بعد الدكتوراه. تولي الجامعة أهمية كبيرة لإنشاء وتطوير تخصصاتها الأكاديمية. نتيجة لسنوات عديدة من التطوير ، يوجد 12 تخصصًا رئيسيًا وطنيًا مثل علم المعادن الحديدية وعلوم المواد وهندسة معالجة المواد والتصميم الميكانيكي والنظرية وهندسة التعدين وما إلى ذلك منذ فترة طويلة بشهرة راسخة في الداخل والخارج، وكذلك علوم الإدارة و الهندسة وتاريخ العلوم والتكنولوجيا التي نالت سمعة عالية أيضًا. يتم تطوير تخصصات مثل نظرية التحكم وهندسة التحكم والهندسة الحرارية وهندسة الميكاترونيك. بالإضافة إلى ذلك يتم في الجامعة مراقبة التخصصات المطورة حديثًا مثل علوم الكمبيوتر وتكنولوجيا المعلومات والهندسة البيئية والهندسة المدنية.